# إفرايم كارليباخ
إفرايم كارليباخ (بالألمانية: Ephraim Carlebach) ولد في 12 مارس 1879 في لوبيك وتوفى في أكتوبر 1936 في رامات جان التي تنتمي اليوم إلى إسرائيل) كان أورتودوكس وحاخام ألماني.
أسس في مدينة لايبزغ الألمانية المدرسة العليا الإسرائيلية، التي سميت بعده «مدرسة إفرايم كارليباخ».

## حياته
ولد إفرايم لعائلة من اليهود الألمان، كان له 11 إخوة، سبعة ذكور، وأربع بنات، وهو في الترتيب الخامس، كان لديه أربع إخوة أصبحو أيضا حاخامات، كما أن اثنين من أخواته البنات تزوجن من حاخامات أيضا، درس إبرايام اللاهوت، والتاريخ والتربية في زيوريخ وكذلك في برلين وفورتسبورغ وبادن بالقرب من فيينا. تزوج سنة 1905 من غيرترود ياكوبي وأنجبا خمسة أولاد، ديفيد وجوزيف وبنتين هما هانا وسيلي، كان من بينهم أزريل كارليباخ الذي أسس فيما بعد جريدة معاريف.
في سنة 1912 أسس إفرايم كارليباخ في مدينة لايبزغ المدرسة العليا الإسرائيلية. في ربيع عام 1936 سافر إلى فلسطين كما كان يتمنى. لكنه توفي في شهر أكتوبر سنة 1936 في مدينة رامات جان القريبة من تل أبيب إثر مرض خطير كان يعاني منه عندما كان في لايبزغ بألمانيا.